# Квінт Реммій Палемон
Квінт Реммій Палемон (лат. Quintus Remmius Palaemon, дати народження й смерті невідомі) — давньоримський граматик й поет часів ранньої Римської імперії.

## Життєпис
Народився у м. Віценція (сучасна Віченца). За походженням був рабом. Згодом отримав волю. Викладав у школі в Римі і вважався найкращим граматиком свого часу. Светоній описує Реммія Палемона як марнотратну і пихату людину. Він вів настільки шикарний спосіб життя, що мився кілька разів на день. Імператори Тиберій і Клавдій вважали, що Реммій Палемон був занадто зарозумілим, щоб довірити йому виховання хлопчиків та юнаків. Втім його учнями були Квінтіліан та Персій.

## Творчість
Палемон мав чудову пам'ять і писав вірші різними і незвичайними розмірами; володів мистецтвом віршованій імпровізації.
Його твори повністю втрачені. Серед них був трактат «Наука граматики» (Ars grammatica), що отримав у той час широку популярність і справив сильний вплив на фахівців-філологів наступних поколінь. Це була перша системна латинська граматика. Реммій Палемон був одним з перших римських вчених, що виділили в латинській мові вісім частин мови. У питаннях граматики він дотримувався александрійської орієнтації, тобто спирався на досвід письменників-класиків, і таким чином став проміжною ланкою між александрійським і сучасним йому напрямками в граматиці. Завдяки Палемонові в число шкільних авторів був введено Вергілія.